# (12987) 1981 EF2
(12987) 1981 EF2 là một tiểu hành tinh vành đai chính. Nó được phát hiện bởi Henri Debehogne và Giovanni de Sanctis ở Đài thiên văn La Silla ở Chile ngày 5 tháng 3 năm 1981.